# Celama fasciatus
Celama fasciatus är en fjärilsart som beskrevs av George Francis Hampson 1894. Celama fasciatus ingår i släktet Celama och familjen trågspinnare. Inga underarter finns listade i Catalogue of Life.